# ریچل کاپریلیان
ریچل کاپریلیان ( انگلیسی: Rachel Kaprielian؛ زادهٔ ۲۴ ژوئن ۱۹۶۸) سیاستمدار ارمنی‌تبار اهل ایالات متحده آمریکا است که عضو حزب دموکرات می‌باشد وی در دولت ایالتی ماساچوست سمت‌هایی را برعهده داشته است.

## زندگی‌نامه
وی در ۲۴ ژوئن ۱۹۶۸ در بوستون به دنیا آمد و از مدرسه حکومت جان اف. کندی فارغ‌التحصیل گشت. .